# Tianzhou 1
Tianzhou 1 (天舟一号; Tiānzhōu yīhào) var den första flygning av Kinas obemannat lastrymdskepp av typen Tianzhou. Tianzhou 1 sköts upp med en Chang Zheng 7 raket, från Wenchangs satellituppskjutningscenter på Hainan den 20 april 2017. Farkosten dockade med den kinesika rymdstationen Tiangong 2, den 21 april 2017. 
Målet med flygningen var att testa tankning och påfyllning av rymdstationen. Tianzhou 1 fraktade drivmedel, förnödenheter, reservdelar och utrustning till rymdstationen. Farkosten vägde ungefär 13 ton, var av  ungefär 6 ton är last.
Efter att ha genomfört tre olika dockningar med rymdstationen, lämnade den stationen, den 17 september 2017 och brann som planerat upp i jordens atmosfär den 22 september 2017.
Tianzhou betyder "Himmelska skeppet".